# 丹尼尔 (人名)
关于圣经人物，参见但以理
丹尼尔，是希伯来语姓氏或男名，含义是“上帝是我的法官”。 该名来源于两位《圣经》人物，最重要的是但以理。

## 变体
该名在全世界演变出了超过100种拼写方法，昵称（Dan, Danny）在英语和希伯来语中都很常见，俄语中常用昵称Даниил。阴性（Danielle, Daniela, Daniella, Dani, Danitza）也很常用。荷兰人名Daan和Daniëlare也是丹尼尔的变体。与此相关的丹尼尔斯作为父名发展成为一个姓氏。

## 人物
| | | | |                 |
| 五字以下 - 丹尼爾·阿格 - 丹尼爾·井上 - 丹尼爾·布爾 - 丹尼爾·笛福 - 丹尼爾·帕德 - 丹尼爾·海尼 - 丹尼爾·延森 - 丹尼爾·馬蘭 - 丹尼爾·查基 - 丹尼爾·凱斯 - 丹尼爾·謝司 - 丹尼爾·奧柏 | 六字 - 丹尼爾·卡內曼 - 丹尼爾·內斯特 - 丹尼爾·吉布森 - 丹尼爾·克雷格 - 丹尼爾·法拉第 - 丹尼爾·高爾曼 - 丹尼爾·伯努利 - 丹尼爾·那森斯 - 丹尼爾·祖希特 - 丹尼爾·夏弗朗 - 丹尼爾·戴亞斯 - 丹尼爾·韓德勒 | 七字 - 丹尼尔·阿尔维斯 - 丹尼爾·斯圖里奇 - 丹尼爾·布爾斯廷 - 丹尼爾·柯克伍德 - 丹尼爾·斯蒂文斯 - 丹尼爾·范布伊滕 - 丹尼爾·韋伯斯特 - 丹尼爾·韋斯特林 - 丹尼爾·施內德芒 - 丹尼爾·麥克法登 - 丹尼爾·德林沃特 - 丹尼爾·奧爾特加 | 八字以上 - 丹尼爾·巴倫博伊姆 - 丹尼爾·戴-劉易斯 - 丹尼爾·D·湯普金斯 - 丹尼爾·拉德克利夫 - 丹尼爾·布蘭登斯坦 - 丹尼爾·丹丘內斯庫 - 丹尼爾·亞歷山德羅維奇 - 丹尼爾·卡爾頓·蓋杜謝克 - 丹尼爾·派屈克·莫伊尼漢 | 亞洲人 - 韓國瑜 |